# Yoichi Hiruma
Yoichi Hiruma (蛭魔 妖一, Hiruma Yōichi) é um personagem fictício da série de anime e mangá Eyeshield 21, criada por Riichiro Inagaki. Na história, ele é o capitão do clube de futebol americano Deimon Devil Bats, fundado por ele, Ryokan Kurita e Musashi, que o criaram almejando ganhar o Christmas Bowl, o torneio de futebol americano colegial mais importante do Japão. Devido ao desinteresse do alunos a ser juntarem a equipe, Hiruma usa de chantagens e ameaças para recrutar jogadores para equipe. No início da série, ele recruta Sena Kobayakawa, em quem ele nota um enorme potencial em sua velocidade, e o chama de "Eyeshield 21". Além disso, o personagem também aparece em outras mídias relacionadas a série, incluindo jogos eletrônicos, OVAs e light novels.
Riichiro Inagaki o criou para ser um anti-herói, ou como ele define um "herói-demônio". Devido a isso, Yusuke Murata, o ilustrador tentou dar a ele a aparência mais próxima dessa "personalidade demoníaca" que Inagaki comentou. O dublador do personagem foi Shinichiro Miki, no primeiro OVA lançado antes do anime. No entanto, quando a série televisiva começou seu seiyu passou a ser Atsushi Tamura, que foi indicado pelos próprios criadores que acharam que a voz dele era perfeita para o personagem.
Publicações de diferentes mídias foram escritas à respeito do personagem. A maioria delas deu ênfase a sua personalidade distinguível que faz com que ele, mesmo sendo maldoso, seja agradável. Além disso, alguns críticos disseram que ele é um dos personagens mais engraçados da série e responsável pela maior parte do humor de Eyeshield 21.

## Aparições

### Eyeshield 21
Sete anos antes do início da série, Hiruma, em uma base militar vê soldados jogando futebol americano. Intrigado, passou a observar regularmente as partidas dos militares, e logo começou a entender suas regras e mais tarde a estudar suas táticas. Com o conhecimento adquirido, passou a apostar em jogos de futebol americano e acumulou bastante dinheiro. Ao entrar para a escola Mao, pintou seu cabelo de amarelo, e conheceu Ryokan Kurita, quem o incentivou a criar seu próprio time. Para tal fim, passou a recolher informações de praticamente todos na região de Tóquio, o que lhe permitiu chantagear o vice-diretor do colégio para que ele permitisse a criação do clube. Após conhecer Musashi, juntos, os três novos amigos fizeram uma promessa para chegar ao Christmas Bowl. Ele tenta entrar para Shinryuji, porém após Kurita falhar no teste, decide ir para o colégio Deimon e fundou, junto dele e de Kurita, o Deimon Devil Bats.
Hiruma aparece pela primeira vez na série quando está tentando recrutar novos membros para a equipe. Ele é temido por todos na escola e é conhecido como "demônio", além de possuir diversas armas de fogo. Um dos novos alunos que ele tenta recrutar é Sena Kobayakawa, que a princípio não está interessado. No entanto, ele vê Sena fugindo de três valentões, os irmãos Ha-Ha, e fica impressionado com sua técnica de corrida e imediatamente o obriga a entrar no clube da escola, sob o pseudônimo de "Eyeshield 21".
Após o Christmas Bowl, Hiruma é escolhido por Takeru Yamato para ser um dos quarterbacks da seleção japonesa devido a sua habilidade com truques para enganar os adversários e sua capacidade de criar boas estratégias. No capítulo final, Hiruma, agora na faculdade, faz parte da equipe de futebol americano da faculdade, o Saikyodai, onde almeja ganhar o Rice Bowl.

### Aparições em outras mídias
Hiruma fez muitas outras aparições fora do mangá e do anime Eyeshield 21. Ele apareceu nos dois OVAs da série, ajudando a sua equipe derrotar o Uraharajuku Boarders durante um torneio chamado de Golden Bowl no primeiro e; abandonando sua equipe em uma ilha deserta para que eles treinem, no segundo. Como um dos protagonistas da série, ele é um personagem jogável em todos os jogos de Eyeshield 21. Apesar da maioria dos jogos seguirem a história original do mangá, em Devilbats Devildays, ele passa por histórias exclusivas. Ele aparece ainda como um personagem de suporte no jogo Jump Super Stars e em sua sequência, Jump Ultimate Stars.

## Criação e concepção
Riichiro Inagaki, o escritor de Eyeshield 21, disse que ele desenvolveu Hiruma como um personagem que não segue o conceito japonês da ênfase na esportividade e esforço no jogo, ao invés disso Hiruma é "apenas preocupados com as vitórias". Inagaki quis fazer um "anti-herói" ou, como ele chama, um "herói-demônio". Yusuke Murata, o artista, escolheu por retratar Hiruma como algo "perto de ser um demônio", já que ele ouviu de Inagaki que Hiruma tinha a "personalidade de um demônio". Murata notou que o logotipo dos Devil Bats "carrega uma forte semelhança com Hiruma". Além disso, seu nome é uma homenagem ao ex-piloto de Fórmula 1, Damon Hill.
Embora o estúdio de animação administrasse o elenco, o estúdio pediu a Inagaki e Murata suas opiniões. Os dois sentiam que Atsushi Tamura se "encaixava perfeitamente" com "a sua voz e seu estilo".

## Recepção
Em todas as enquetes oficiais de popularidade da Weekly Shōnen Jump, Hiruma esteve entre os cinco melhores colocados. Na primeira pesquisa, ele ficou em segundo atrás de Sena, porém nas demais enquetes ele foi o personagem mais popular. As opiniões de publicações especializadas em anime e mangá sobre o personagem foram diversas. Jarred Pine do Mania.com observou que Hiruma é "como se fosse um demônio que escapou do inferno e agora aterroriza seus colegas estudantes do ensino médio com tortura psicológica e chantagem" e que seu comportamento "rude, bruto, e completamente imprevisível [...] faz seu personagem tão maldito, agradável". Pine concluiu que a "maior parte do humor é provida por Hiruma" e que sua personalidade foi "instantaneamente memorável" e sua "natureza imprevisível" foi responsável por tornar a história "tão agradável".
Escrevendo para o Anime News Network, Carlo Santos elogiou o design do personagem, descrevendo como "imaginativo" a sua aparência "magra" e "demoníaca" e, adicionalmente, comentou que "apesar de sua crueldade pura, é difícil não rir de como Hiruma entusiasticamente usa de chantagem para recrutar estudantes para a equipe". Zac Bertschy do Anime News Network chamou Hiruma de "o [personagem] mais divertido", destacando a sua personalidade "impetuosa, ameaçadora e, finalmente, apaixonante". Erin Finnegan também do Anime News Network comparou sua "aparência demoníaca" a Ozu personagem do mangá The Tatami Galaxy.